# Соспиро
Соспиро (итал. Sospiro) је насеље у Италији у округу Кремона, региону Ломбардија.
Према процени из 2011. у насељу је живело 2378 становника. Насеље се налази на надморској висини од 36 м.

## Становништво
Према резултатима пописа становништва 2011. у општини је живело 3.236 становника.
| 1931. | 1936. | 1951. | 1961. | 1971. | 1981. | 1991. | 2001. | 2011. |
| ----- | ----- | ----- | ----- | ----- | ----- | ----- | ----- | ----- |
| 3.448 | 3.837 | 4.207 | 4.206 | 3.604 | 3.227 | 3.212 | 3.255 | 3.236 |